# Pecqueuse
Pecqueuse és un municipi francès, situat al departament de l'Essonne i a la regió de Illa de França. L'any 2007 tenia 593 habitants.
Forma part del cantó de Gif-sur-Yvette, del districte de Palaiseau i de la Comunitat de comunes del País de Limours.

## Demografia

### Població
El 2007 la població de fet de Pecqueuse era de 593 persones. Hi havia 222 famílies, de les quals 44 eren unipersonals (20 homes vivint sols i 24 dones vivint soles), 81 parelles sense fills, 85 parelles amb fills i 12 famílies monoparentals amb fills.
La població ha evolucionat segons el següent gràfic:
Habitants censats

### Habitatges
El 2007 hi havia 249 habitatges, 231 eren l'habitatge principal de la família, 5 eren segones residències i 13 estaven desocupats. 196 eren cases i 52 eren apartaments. Dels 231 habitatges principals, 195 estaven ocupats pels seus propietaris, 26 estaven llogats i ocupats pels llogaters i 9 estaven cedits a títol gratuït; 7 tenien una cambra, 21 en tenien dues, 37 en tenien tres, 34 en tenien quatre i 132 en tenien cinc o més. 203 habitatges disposaven pel capbaix d'una plaça de pàrquing. A 77 habitatges hi havia un automòbil i a 145 n'hi havia dos o més.

### Piràmide de població
La piràmide de població per edats i sexe el 2009 era:
| Homes | Edats   | Dones |
| ----- | ------- | ----- |
| 0     | 95 o +  | 0     |
| 0     | 90 a 94 | 0     |
| 0     | 85 a 89 | 0     |
| 0     | 80 a 84 | 4     |
| 4     | 75 a 79 | 4     |
| 8     | 70 a 74 | 0     |
| 4     | 65 a 69 | 16    |
| 28    | 60 a 64 | 12    |
| 20    | 55 a 59 | 16    |
| 20    | 50 a 54 | 24    |
| 24    | 45 a 49 | 12    |
| 36    | 40 a 44 | 32    |
| 28    | 35 a 39 | 24    |
| 12    | 30 a 34 | 28    |
| 28    | 25 a 29 | 16    |
| 20    | 20 a 24 | 16    |
| 24    | 15 a 19 | 24    |
| 16    | 10 a 14 | 20    |
| 8     | 5 a 9   | 28    |
| 0     | 0 a 4   | 20    |

## Economia
El 2007 la població en edat de treballar era de 427 persones, 334 eren actives i 93 eren inactives. De les 334 persones actives 309 estaven ocupades (160 homes i 149 dones) i 25 estaven aturades (9 homes i 16 dones). De les 93 persones inactives 38 estaven jubilades, 36 estaven estudiant i 19 estaven classificades com a «altres inactius».

### Ingressos
El 2009 a Pecqueuse hi havia 237 unitats fiscals que integraven 615 persones, la mediana anual d'ingressos fiscals per persona era de 28.221 €.

### Activitats econòmiques
Dels 39 establiments que hi havia el 2007, 1 era d'una empresa alimentària, 3 d'empreses de fabricació d'altres productes industrials, 5 d'empreses de construcció, 9 d'empreses de comerç i reparació d'automòbils, 1 d'una empresa de transport, 1 d'una empresa d'informació i comunicació, 1 d'una empresa financera, 4 d'empreses immobiliàries, 8 d'empreses de serveis, 3 d'entitats de l'administració pública i 3 d'empreses classificades com a «altres activitats de serveis».
Dels 6 establiments de servei als particulars que hi havia el 2009, 1 era un guixaire pintor, 2 fusteries, 1 electricista, 1 perruqueria i 1 agència immobiliària.
L'únic establiment comercial que hi havia el 2009 era una botiga de menys de 120 m².
L'any 2000 a Pecqueuse hi havia 7 explotacions agrícoles.

## Equipaments sanitaris i escolars
El 2009 hi havia una escola elemental.

## Poblacions més properes
El següent diagrama mostra les poblacions més properes.